# Das Liebesleben des schönen Franz
Das Liebesleben des schönen Franz ist ein österreichisches Filmlustspiel aus dem Jahre 1956 von Max Nosseck mit Walter Müller, Wolfgang Wahl, Theo Lingen und der blutjungen Nicole Heesters in den Hauptrollen.

## Handlung
Wien, in den 1950er Jahren. Franz Steiner ist ein ziemlicher Hallodri, ständig macht er jungen Wienerinnen schöne Augen und wickelt sie um den Finger. Seine jüngsten „Opfer“ sind die Damen Resi, Louise, Anna und Gerda. Um sich einen ordentlichen Nebenverdienst zu sichern, lotst er die Heiratswilligen in das Möbelhaus Prill, damit diese sich für den Fall der Fälle schon einmal ein Ehebett aussuchen und bestellen. Dort bedient dann sein Freund Heinz Brandt die Damen und lässt nach dem Verkauf dem schönen Franz eine ordentliche Provision zukommen. Dass er beim Besuch der Eheberaterin Sorgmann auffliegt, als gerade zu diesem Zeitpunkt ebenjene vier Damen zur Therapiesitzung eingetroffen sind, kann er natürlich nicht ahnen. Hals über Kopf flieht Franz aus dem Haus. Von den wütenden Geliebten verfolgt, versteckt er sich erst im Wiener Prater, dann daheim, die mit einem Nudelholz bewaffneten Frauen ihm stets an den Fersen. Schließlich landet der Tunichtgut unter der Decke im Bett von Christa in der Wohnung des auf Scheidungsfälle spezialisierten Rechtsanwalts Dr. Erwin Hacker. Dessen Wohnung liegt gleich neben der von Franz, und Christa ist Hackers eifersüchtige Verlobte. Erwin und Christa befinden sich auf Vorbereitungen zur Hochzeitsreise nach Venedig und brechen bald darauf auf, den versteckten Casanova in der Wohnung zurücklassend.
Kaum sind die beiden in Richtung Italien abgereist, geht es in Erwins Wohnung zu wie im Taubenschlag: Erst taucht eine äußerst aufdringliche Versicherungsvertreterin mit einem Generalschlüssel in Hackers Wohnung auf, dann erscheint der ständig unter Dampf stehende Vater Christas, Herr Kleebusch, der Erwin für einen notorischen Wüstling hält, dem er seine einzige Tochter keinesfalls zur Frau geben möchte. Im Schlepptau: die kurzsichtige Frau Kleebusch. Da die Kleebuschs ihren Schwiegersohn in spe nicht kennen, halten sie den anwesenden Franz für Erwin. Wenigstens bringen die Kleebuschs eine Buttercremetorte mit, die Franz und sein Kumpel Heinz, der zwischenzeitlich ebenfalls eingetroffen ist, verspeisen. Als der schöne Franz sich heimlich in seine Wohnung zurückschleichen will, wartet bereits die vor der Tür Wache schiebende Anna mit dem Nudelholz auf ihn. Die aber kann der Hallodri ebenso mit seinem Charme becircen wie die Portiersnichte Emmi, die für ihren Onkel seine Arbeiten erledigt. Wieder zurück in Hackers Wohnung, taucht auch noch Mausi auf, die Zweitfreundin Erwin Hackers. Augenblicklich bandelt der notorische Herzensbrecher Franz nun auch mit dieser jungen Dame an. Derweil muss Christa kurz vor der Grenze nach Italien feststellen, dass sie ihren Pass daheim vergessen hat. Als Erwin sie dazu überredet, sie im Kofferraum des Autos zu verstecken, um sie über die Grenze zu schmuggeln und so doch noch nach Venedig zu kommen, rollt der Wagen eine Böschung hinunter. Bei so viel Pech beschließt das junge Glück, lieber wieder nach Hause zu fahren.
“Das Liebesleben des schönen Franz” wird anderntags eine fette Schlagzeile in der Zeitung, die auch den Möbelhändler Prill aufschreckt, denn nun werden die Verbindungen seines Angestellten Heinz Brandt zu Franz Steiner und dessen Provisionspraxis publik. Schon glaubt der Möbelhändler, dass ihn dieser „Skandal“ schnurstracks in die Pleite führen werde. Dann taucht auch noch die blutjunge Traute Rösler auf, die auf der Suche nach einem inserierten möblierten Zimmer ist, und klingelt bei Dr. Hackers Wohnung, die noch immer von Steiner und Brandt belegt ist. Steiner folgt seinem Jagdinstinkt nach dem ewig Weiblichen, bringt sie sogleich in Dr. Hackers Wohnung unter und stellt sie offiziell als seine „Privatsekretärin“ ein. Prill erscheint plötzlich gleichfalls in Hackers Wohnung, um sich angesichts der Zeitungsschlagzeilen von ihm anwaltlich vertreten zu lassen. Franz alias Dr. Hacker versucht die Dinge in seinem und seines Kumpels Heinz Sinne zu lenken. Derweil versucht Emmi, die Franz ebenfalls um den Finger gewickelt hat, die aufdringlichen Franz-Bewunderinnen eine nach der anderen abzuwimmeln. Schließlich verlagert sich die Handlung in einen Nachtclub, wohin Heinz die junge Traute mit Aussicht auf eine Zaubervorstellung ausführt. Der schöne Franz folgt den beiden. 
Während man in der Bar ein mittleres Tohuwabohu auslöst, kehrt der echte Dr. Hacker nebst seiner Verlobten Christa von der verunglückten Venedig-Reise in ihre Wiener Wohnung, die nun ausnahmsweise von niemand Fremden belegt ist, zurück. Als Franz in Begleitung Trautes in die Hackersche Wohnung zurückkehrt, glaubt der Rechtsanwalt, dass Einbrecher im Haus sind. Als Hacker nun auf Steiner trifft, nimmt das Durcheinander seinen Lauf, und Hacker gerät gegenüber Christa in einige Erklärungsnot. Das Chaos erreicht seinen Höhepunkt, als nun auch noch der wütende Kleebusch nebst Gattin auftaucht und auch der mittlerweile stark angetrunkene Möbelhändler Prill eintrifft. Es entbrennt ein Streit, wer nun der wahre und wer der falsche Dr. Hacker ist. Zum guten Schluss stürmen auch noch die vier Damen vom Beginn der Geschichte, Resi, Louise, Anna und Gerda, in die Wohnung und prügeln wild auf den Schwerenöter Franz Steiner ein. Am Ende gibt es drei neue Paare: Neben Hacker und seiner Christa haben sich auch der schöne Franz und die brave Traute sowie der smarte Heinz und die handfeste Emmi gefunden.

## Produktionsnotizen
Die Dreharbeiten fanden im Frühling 1956 in Wien statt, die deutsche Premiere erfolgte am 27. Juli 1956 in Köln.
Herbert Sennewald übernahm die Produktionsleitung. Das Ehepaar Werner Schlichting und Isabella Ploberger gestaltete die Filmbauten. Johannes Fehring übernahm die musikalische Leitung. Herbert Janeczka sorgte für den Ton, Alfred Norkus war für die Sprachaufnahmen zuständig. Wolfgang Glück war Regieassistent.

## Kritiken
Im Lexikon des Internationalen Films heißt es knapp: „Banale und primitive Verwechslungskomödie der billigsten Sorte.“